# Brunhilda
Genre
Brunhilda est un genre d'oiseaux de la famille des Estrildidae.
Brunhilde est un personnage féminin de légende germanique et nordique, éponyme de Brunehaut (reine).

## Nomenclature
Ce genre, dont le nom vernaculaire est « Brunehaut »,, se caractérise notamment par ses deux espèces ayant le haut du corps de couleur brune,.

## Taxinomie
Le genre était considéré comme un synonyme plus récent de Estrilda mais fut ressuscité lorsqu'une étude phylogénétique moléculaire publiée en 2020 a révélé qu'Estrilda était paraphylétique,.

## Liste des espèces
Selon la classification de référence du Congrès ornithologique international (14.2, 2024) il comporte deux espèces :
- Brunhilda charmosyna (Reichenow, 1881) — Astrild des fées
- Brunhilda erythronotos (Vieillot, 1817) — Astrild à moustaches